# Rio Branco FC (Espírito Santo)
Rio Branco FC is een Braziliaanse voetbalclub uit de Braziliaanse stad Venda Nova do Imigrante in de staat Espírito Santo. De club wordt meestal Rio Branco-VN genoemd om verwarring te vermijden met Rio Branco AC dat uit dezelfde staat komt. In de staat Acre is er ook nog een Rio Branco FC. 

## Geschiedenis
De club werd opgericht in 1945 en werd in 1993 een profclub en nam dat jaar deel aan de Campeonato Capixaba Série B, die ze meteen wonnen waardoor ze promoveerden naar de hoogste klasse van de staatscompetitie. De club werd meteen laatste, maar er was dat jaar geen degradatie. Het volgende seizoen verliep beter en de club kwalificeerde zich voor de halve finale om de titel, waar ze Desportiva uitschakelden. In de finale speelden ze twee keer gelijk tegen Linhares, maar omdat die club in de reguliere competitie beter gescoord had kreeg deze club de titel. De volgende jaren eindigde de club in de lagere middenmoot en in 1999 werden ze afgetekend laatste waardoor ze degradeerden. 
De club nam terug de amateurstatus aan en nam het volend seizoen ook niet deel aan de Série B. Ze keerden terug in 2016 en werden meteen winnaar van de reguliere competitie, maar in de halve finale verloren ze dan van Tupy. Een jaar later bereikten ze wel de finale die ze verloren van Serra, maar dit volstond wel om weer te promoveren. Het volgende jaar speelden ze ook de eindronde in de hoogste klasse, waar ze opnieuw door Serra gestopt werden. Na een middelmatig seizoen werd de club in 2020 voor het eerst staatskampioen, door de traditieclub Rio Branco in de finale te verslaan. De club mocht zo in 2021 deelnemen aan de Copa do Brasil, maar werd in de eerste ronde uitgeschakeld door ABC. In de staatscompetitie verloor de club de titelfinale van Real Noroeste. In 2022 volgde een degradatie. De club kon wel na één seizoen terugkeren en werd in 2024 vicekampioen.

## Erelijst
Campeonato Capixaba
2020